# Cambridge Philosophical Society
La Cambridge Philosophical Society (CPS) és una societat científica de la Universitat de Cambridge d'Anglaterra fundada el 1819. El nom prové de l'ús antic del nom filosofia, que significava coneixement fora dels camps de la medicina i de la teologia.
El geòleg anglès Adam Sedgwick i el biòleg i geòleg anglès John Stevens Henslow fundaren el 1819 a Cambridge, Anglaterra, la Cambridge Philosophical Society com un lloc on els graduats universitaris es poguessin reunir per discutir idees científiques d'actualitat i presentar-hi nous treballs de recerca. Tot i que la Regency Cambridge tingué diversos professors d'assignatures científiques, pocs estudiants universitaris assistiren a les seves classes, la universitat no oferia titulacions científiques, i hi havia pocs estímuls i fons per a la recerca científica. Sedgwick i Henslow crearen una societat independent de la universitat, que facilitaria la cooperació entre els pensadors científics, crearia un fòrum per a la comunicació pública dels resultats, inspiraria investigacions en nous camps, formaria enllaços a altres organismes científics de tot el país i preservaria i divulgaria la investigació dels membres de la Societat.
Un any després de la seva fundació, la Societat feia reunions quinzenals, havia establert la biblioteca científica més extensa de Cambridge, havia recopilat i comissariat el primer museu d'història natural de Cambridge i havia començat a publicar la primera revista científica de Cambridge (Transactions of the Cambridge Philosophical Society). Encoratjat per l'èxit primerenc de la nova societat, els seus membres impulsaren la reforma de l'ensenyament i la investigació científics a la universitat i als col·legis. En el període victorià, els membres de la societat participaren en la creació de titulacions científiques, la construcció de laboratoris universitaris i en nombroses campanyes per augmentar el finançament i les oportunitats de treball per als joves investigadors.
Al llarg dels segles XIX i XX, la Societat continuà proporcionant un fòrum públic per a la ciència de Cambridge, jugant un paper clau en la projecció de la ciència a Cambridge més enllà de la universitat. La Societat també actuà com un lloc per acollir la diversitat científica amb moltes instal·lacions que creixien a partir de diferents elements de la Societat: la biblioteca de la Societat es convertí en la Biblioteca Central de Ciències de la universitat; el seu museu es convertí en el Museu de Zoologia de la universitat; i les revistes de la Societat es consideraren el lloc habitual per publicar articles de recerca produïts pel Laboratori Cavendish de la universitat. En el segle XXI la Societat continua donant suport a les ciències a Cambridge: les seves beques insígnies Henslow s'han concedit anualment des de l'any 2010. Aquestes beques financen tres anys de recerca post-doctoral en una àmplia gamma de disciplines (ciències de la terra, química, bioquímica, zoologia, enginyeria, física i medicina). La Societat també dona suport als estudiants de doctorat a través del programa de beques de viatge i finançament de l'últim curs. Mantenint-se fidel a les seves arrels, la Societat també ofereix espais importants per a la comunicació científica: les seves reunions quinzenals han tingut lloc sense interrupcions des de 1819; i continua publicant dues revistes de primer ordre: Biological Reviews, publicada des del 1926 i Mathematical Proceedings, publicada des del 1843.